# スペインの政党
スペインの政党（スペインのせいとう）は、スペインの政党について説明する。

## 概要
フランコ体制下ではスペイン内戦中の1936年9月に公布された国防評議会布告によって、全ての政党の廃止が宣言された。そして翼賛組織として1937年4月に「ファランヘ党」として結成された「国民運動」（Movimiento Nacional）のみが唯一の政党として認められ、それ以外の政党は全て非合法とされていた。しかし、フランコが1975年11月に死去した後、民主化を求める声が強まり、それに答える形で1976年6月の政治結社法、7月の刑法改正、翌77年1月の政治改革法と改正政治結社法など一連の立法措置が行われたことで政治結社の自由が認められるようになり、非合法化されていた社労党や共産党が合法化され、新しい政党も相次いで結成された。1977年6月の総選挙では、実に150を超える政党や政治団体が候補を擁立したが、大部分は全党員がタクシーに納まる「タクシー政党」と呼ばれる泡沫政党であった。翌年に制定されたスペイン憲法（1978年憲法）の第1条で「スペインは政治的多元性を擁護する」と明記され、民主的な政党の自由な活動が明確に保障された。
スペインの政党は社会労働党（PSOE）や国民党（PP）といった全国政党以外に、カタルーニャやバスクをはじめ、ほぼ各地域にその地域を代表する地域政党が多数存在し、それらのうち有力なものは国会に一定割合の議席を占め、二大政党であるPSOEとPPの狭間でキャスティングボートを握っていることが特徴である。
1978年憲法の第6条において「政党は、複数政党主義の現われであり国民の意思の形成及び表現に協力するものにして、かつ政治参加の基本的手段である」と政党について定義づけをした上で「設立及び活動の遂行は、憲法及び法律の尊重の範囲内で自由である」ことが明記されている。但し同条では「政党の内部構造及び機能は、民主的でなければならない」と明記されており、反民主的な政党の活動については制限することも可能となっている。

## 政党一覧

### 全国政党
| 党名 | 党名                              | 党名                 | 概要 | 現有勢力 （下院） |
| 略称 | 正式名称                          | 日本語名             | 概要 | 現有勢力 （下院） |
| ---- | --------------------------------- | -------------------- | --- | ----------------- |
| PP   | Partido Popular                   | 国民党               | フランコ時代の閣僚らが創設した国民同盟を前身とする中道右派政党。社労党と共に二大政党を構成。                             | 186（53.1%）      |
| PSOE | Partido Socialista Obrero Español | スペイン社会労働党   | 1879年にマルクス主義政党として結成された中道左派政党。                                                                   | 110（31.4%）      |
| IU   | Izquierda Unida                   | 統一左翼             | 1922年、社会労働党と袂をわかった急進派が結成した左派政党であるスペイン共産党が中心となり、左翼諸政党が参加した政党連合。 | 11（3.1%）        |
| UPyD | Unión Progreso y Democracia       | 連合・進歩・民主主義 | 2007年9月に結成された中道左派政党。2011年の総選挙で5議席獲得、初めて独自の院内会派を結成。                               | 5（1.4%）         |

### 地域政党
| 党名        | 党名                                               | 党名                         | 概要 | 現有勢力   | 現有勢力 |
| 略称        | 正式名称                                           | 日本語名                     | 概要 | 下院       | 州議会   |
| ----------- | -------------------------------------------------- | ---------------------------- | --- | ---------- | -------- |
| CiU         | Convergència i Unió                                | 集中と統一                   | カタルーニャの地域政党カタルーニャ民主集中（CDC、Convergència Democràtica de Catalunya）とカタルーニャ民主連合（UDC、Unió Democràtica de Catalunya）による政党連合。中道右派。2015年6月解体。 | 16（4.5%） |          |
| Amaiur      | Amaiur                                             | アマユール                   | 2011年5月の自治体選挙において創設された連合体ビルドゥの中心構成政党であるバスク連帯、EA）と、アルテルナティーバと旧バタスナの流れをくむイスキエルダ・アベルツァーレ（Izquierda abertzale）主義者に、アララルが加わり結成された連合体。分離独立派。                                                    | 7(2%)      |          |
| EAJ-PNV     | Euzko Alderdi Jeltzalea-Partido Nacionalista Vasco | バスク民族主義党             | バスク地域の穏健派民族主義地域政党。 | 5（1.4%）  | 27       |
| ERC         | Esquerra Republicana de Catalunya                  | カタルーニャ共和主義左翼     | カタルーニャの民族主義地域政党、現在独立主義者再結集連盟（Associació Reagrupament Independentista）と政党連合ERC-RIを形成。分離独立派。 | 3（0.9%）  | 17       |
| BNG         | Bloque Nacionalista Galego                         | ガリシア民族主義ブロック     | ガリシア民族主義を掲げる政党の連合体。左派。 | 2（0.6%）  | 7        |
| CC          | Coalición Canaria                                  | カナリア諸島連合             | カナリア諸島州の地域政党。国政の場では新カナリア党（Nueva Canarias、NC）、カナリア民族主義党（Partido Nacionalista Canario、PNC）と政党連合CC-NC-PNCを組んでいる。 | 2          | 16       |
| COMPROMÍS-Q | Compromís-Q                                        | コンプロミス＝Ｑ             | バレンシア州の民族政党ヴァレンシア民族主義ブロック（BLOC）、ヴァレンシア人民イニシアティブ（IdPV）、緑の党＝ヴァレンシア・エコロジスト左翼（EV-EE ）によって構成される政党連合コアリショ・コンプロミス（Coalició Compromís）とエコロジーおよびエコ社会主義政党であるEquo（略称：Q）による選挙連合体。 | 1          | 19       |
| FAC         | Foro Asturias                                      | アストゥリアス市民フォーラム | アストゥリアス州の地域主義政党。 | 1          | 3        |
| GBAI        | Geroa Bai                                          | ゲロア・バイ                 | ナバーラ州におけるバスク民族主義者党（EAJ-PNV）とナバーラ州の地域政党のAtarrabia TaldeaとZabaltzenによる政党連合。 | 1          | 9        |

### ミニ政党
- アストゥリアス州
  - コンプロミス・ポル・アストゥリエス（Compromisu por Asturies）
    - アストゥリエス・ナショナリスト連合（Unidá Nacionalista Asturiana、UNA）
    - アストゥリエス・ブロック（Bloque por Asturies、BA）

- アラゴン州
  - アラゴン党（Partido Aragonés、PAR） - アラゴン州にある自治体議会の総議席数4,359のうち991議席[4]、アラゴン州議会において議席数67のうち7議席、2011年総選挙では国民党と共闘、スペイン国会上院で3議席を有する。
  - アラゴン主義連合（Chunta Aragonesista、CHA） - アラゴン州にある自治体議会の総議席数4,359のうち185議席[4]、アラゴン州議会において議席数67のうち4議席、2011年総選挙では統一左翼と共闘、スペイン国会下院で1議席（統一左翼との統一会派構成員1が割り当てられている）を有する。

- アンダルシーア州
  - アンダルシーア主義党（Partido Andalucista、PA） - アンダルシーア州にある自治体議会の総議席数9,027のうち469議席を有する[5]。
  - アンダルシーア・フォーラム（Foro Andaluz、FA）
  - アンダルシーア集中党（Convergencia Andaluza、CAnda）
  - アンダルシーア人民共産党（Partido Comunista del Pueblo Andaluz、PCPA-PCPE）
  - 東アンダルシーア地域主義党（Partido Regionalista por Andalucía Oriental、PRAO）

- エストレマドゥーラ州
  - エストレマドゥーラ連合（Extremadura Unida、EU）
  - エストレマドゥーラ同盟（Coalición Extremeña、PREx-CREx）
  - エストレマドゥーラ独立社会主義者（Socialistas Independientes de Extremadura、SIEX）

- カスティーリャ・イ・レオン州
  - レオン住民連合（Unión del Pueblo Leonés、UPL） - カスティーリャ・イ・レオン州にある自治体議会の総議席数13,189のうち134議席[6]を有する。
  - カスティーリャ・イ・レオン党（Partido de Castilla y León、PCAL）
  - エル・ビエルソ党（Partido de El Bierzo、PB）
  - レオン地域主義党（Partido Regionalista del País Leonés、PREPAL）
  - カスティーリャ・イ・レオン統一地域主義党（Unidad Regionalista de Castilla y León、URCL）

- カスティーリャ＝ラ・マンチャ州
  - カスティーリャ党（Partido Castellano、PCAS）
  - カスティーリャ統一党（Unidad Castellana、UdCa）

- カタルーニャ州
  - シウダダノス（市民党, Ciudadanos-Partido de la Ciudadanía、C's）
  - 独立のためのカタルーニャ連帯（Solidaritat Catalana per la Independència、SI）
  - カタルーニャのためのプラットフォーム（Plataforma per Catalunya、PxC）
  - 再結集（Reagrupament Independentista、RI）
  - カタルーニャ人民共産党（Partit Comunista del Poble de Catalunya、PCPC）
  - 左翼共和党（Partit Republicà d'Esquerra）
- カナリア諸島州
  - カナリア民族主義党（Partido Nacionalista Canario、PNC） - 2011年総選挙ではカナリア諸島の他の地域政党と政党連合カナリア連合（CC-NC-PNC）を組織、同政党連合は下院に2議席、上院に1議席を獲得した。
  - カナリア中道民族主義党（Centro Canario Nacionalista、CCN） - カナリア諸島州議会定数60議席のうち2議席を有し、2011年総選挙において国民党と共闘、スペイン上院に1議席を有する。
  - 新カナリア党（Nueva Canarias、NC） - 2011年総選挙ではカナリア諸島の他の地域政党と政党連合カナリア連合（CC-NC-PNC）を組織、同政党連合は下院に2議席、上院に1議席を獲得した。
  - イエーロ独立グループ（Agrupación Herreña Independiente、AHI） - カナリア諸島州議会定数60議席のうち1議席を有し、2011年総選挙において政党連合カナリア連合（CC-NC-PNC）と共闘。

- ガリシア州
  - アノーバ＝イルマンダーデ・ナショナリスタ（Anova-Irmandade Nacionalista、Anova）
  - ガリシアの大地（Terra Galega、Tega）

- カンタブリア州
  - カンタブリア地域主義党（PRC） - カンタブリア州にある自治体議会の総議席数1,052のうち319議席[7]、カンタブリア州議会の定数39のうち12議席を有する。

- セウタ
  - セウタ民主連合（Unión Demócrata Ceutí、UDCE）
  - セウタ住民社会党（Partido Socialista del Pueblo de Ceuta、PSPC）
  - セウタ民主社会党（Partido Democrático y Social de Ceuta、PDSC）